# 그레나다의 공휴일
그레나다의 공휴일은 다음과 같다.
| 날짜            | 공휴일 이름                  | 비 고         |
| --------------- | ---------------------------- | ------------- |
| 1월 1일         | 양력설                       |               |
| 2월 7일         | 독립기념일                   |               |
| 3~4월 중(이동)  | 성금요일                     |               |
| 3~4월 중(이동)  | 이스터 먼데이                | 부활절 다음날 |
| 5월 1일         | 노동절 겸 인도인 도착 기념일 |               |
| 5~6월 중(이동)  | 성령 강림 대축일             |               |
| 5~6월 중(이동)  | 그리스도의 성체 성혈 대축일  |               |
| 8월 첫째 월요일 | 노예 해방의 날               |               |
| 8월 11일        | 사육제                       |               |
| 10월 25일       | 추수감사절                   |               |
| 12월 25일       | 크리스마스                   |               |
| 12월 26일       | 박싱 데이                    |               |